# Piet Slegers
Petrus Alphonsius Maria (Piet) Slegers (Mierlo, 13 juli 1923 – Velp, 18 juni 2016) was een Nederlands beeldhouwer en omgevingskunstenaar.

## Leven en werk
Piet Slegers ontving zijn opleiding aan de kunstacademie van Arnhem en was sinds 1947 gevestigd als vrij kunstenaar. Slegers maakte vooral werken voor de openbare ruimte en is bekend geworden als land art- en omgevingskunstenaar. Zijn bekendste werk is het vijf hectare grote project Aardzee uit 1982, dicht bij Zeewolde in de provincie Flevoland. In 2011 werd aan hem de Wilhelminaring toegekend. Hij woonde en werkte in het Gelderse Velp. Daar overleed hij op 92-jarige leeftijd.

## Zonneproject
In 1979 presenteerde Slegers tijdens de expositie Nederlandse beeldhouwkunst bij de Nederlandse ambassade in de toenmalige Duitse hoofdstad Bonn zijn Landschaps-Zonneproject. Het kunstwerk werd nog datzelfde jaar opgesteld in het beeldenpark van het Kröller-Müller Museum in Otterlo. Aankoop van het object volgde, bijna 10 jaar later, in 1988. In 2005 werd aan het museum nog een tweede, veel ouder, werk van Slegers overgedragen door het Instituut Collectie Nederland: Everzwijn. Dit is een vroeg, expressief realistisch werk uit 1958.

## Werken in de openbare ruimte (selectie)
- Muurplastiek (1949), Parkweg in Ellecom
- Ontmoetingssteen (1966), Kennemerpark in Alkmaar
- Vrijstaand non-figuratief plastiek, Walburgstraat, bordes gemeentehuis Arnhem (in opdracht van de gemeente)
- Groei '68 (1968), campus universiteit in Wageningen
- Bron (1969), Arnhemsestraatweg in Velp
- Aardstructuur (1970), Mondriaanlaan in Wageningen
- Landschapspoort (1972) in Tilburg
- zonder titel (1973) in Zutphen
- Positief-Negatief (1975), Beeldenpark van het Museum voor Moderne Kunst Arnhem in Arnhem
- Totempaal in Rotterdam
- Zonne-inslag (1978), Hoofdstraat in Ellecom
- Landschaps-Zonneproject (1979) in het beeldenpark van het Kröller-Müller Museum
- Omgevingsvorm (1981) in Nijmegen
- Aardzee (1982), een vijf hectare groot land art-project in de provincie Flevoland
- Landschappelijke Lichtdoorbraak (1982), Polderdreef in Lelystad
- zonder titel tweedelig (1982) in Tilburg
- Zonnebaken (1986) in Amsterdam-Zuidoost
- Twee zuilen (1987) in Den Haag
- Ontluiken (1989) in Elst
- Groeivormen tweedelig (1987) in Leeuwarden
- Zonder titel (1971, geplaatst 1988) in de wijk Lodewijk Napoleonplantsoen en omgeving op de hoek Kranenburgerweg/Bosch van Drakesteinlaan Utrecht
- Beeld der ontmoeting (1989) in Krimpen aan den IJssel
- Dijkdoorbraak (1985/91), Recklinghauserweg in Dordrecht
- Waterkunstwerk (1991), vijver Haaswijklaan in Oegstgeest
- Vrijheid in gebondenheid (1995) in Leusden
- Levensbron (1995) in Harderwijk
- Open Schakel/Offenes Kettenglied (1995) in Zwillbrock
- Tweede Kristallisatie (Observer) (1996) langs de A28 in Zeist
- Levensgroei in Schijndel
- Levenskracht (2002) in Wezep
- Eb en vloed (2002 geplaatst) in Zierikzee
- Twee stalen objecten (in 1989 geplaatst), wijk Toolenburg, Hoofddorp, Haarlemmermeer

## Fotogalerij

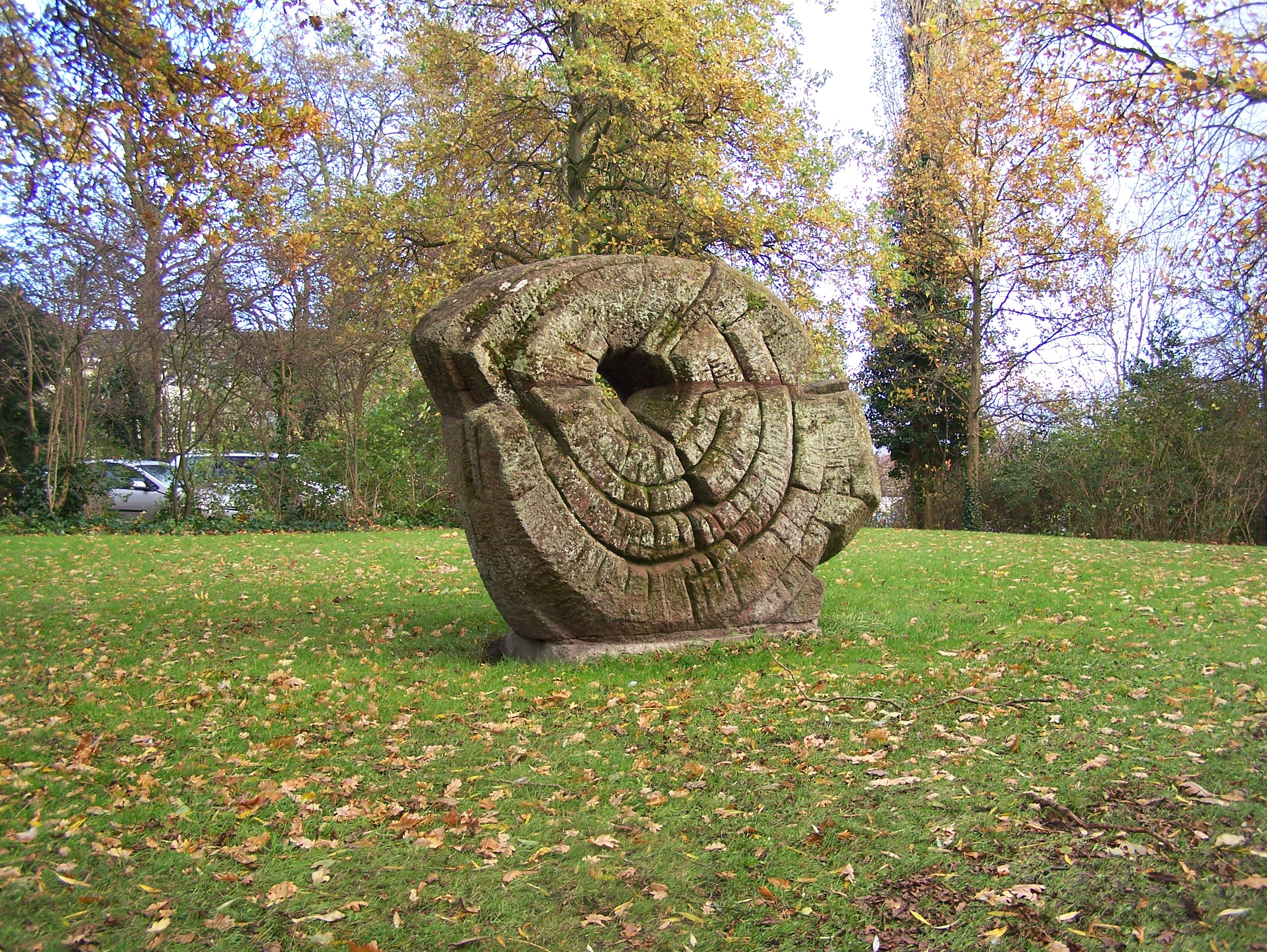
Ontmoetingssteen (1966) in Alkmaar
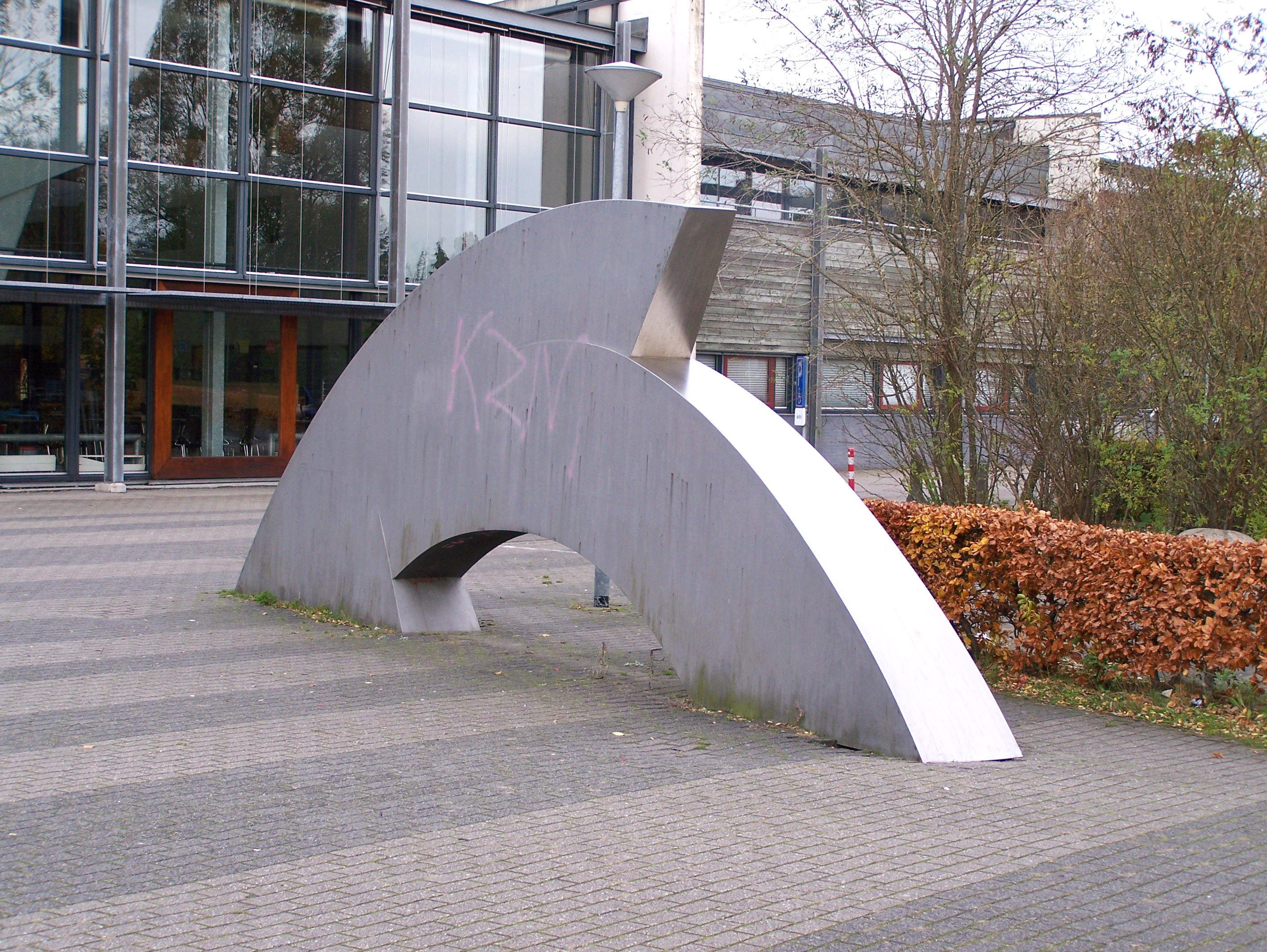
Groeivormen (tweedelig) in Leeuwarden
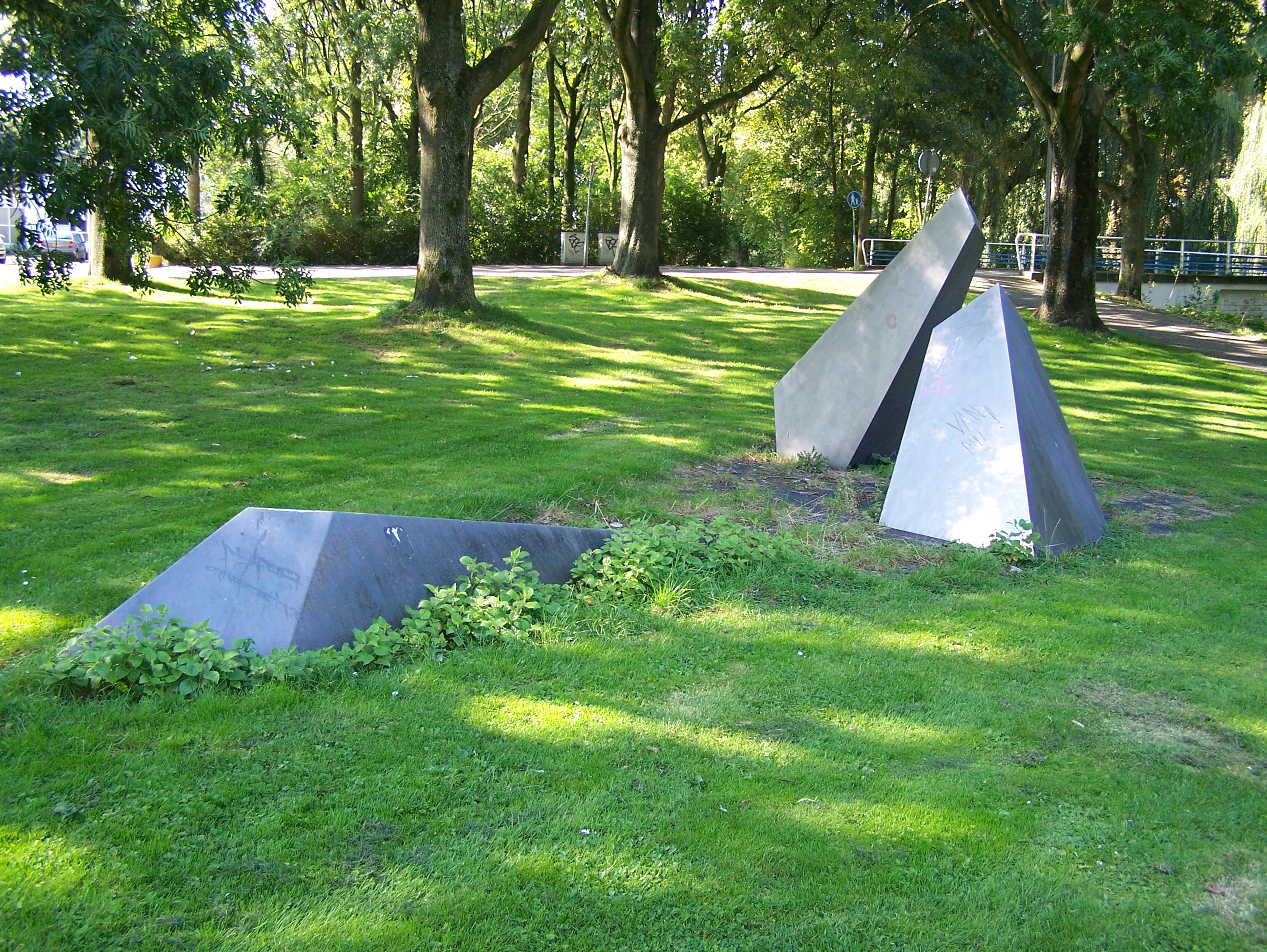
sculptuur zonder titel (1971, geplaatst 1988) in Utrecht
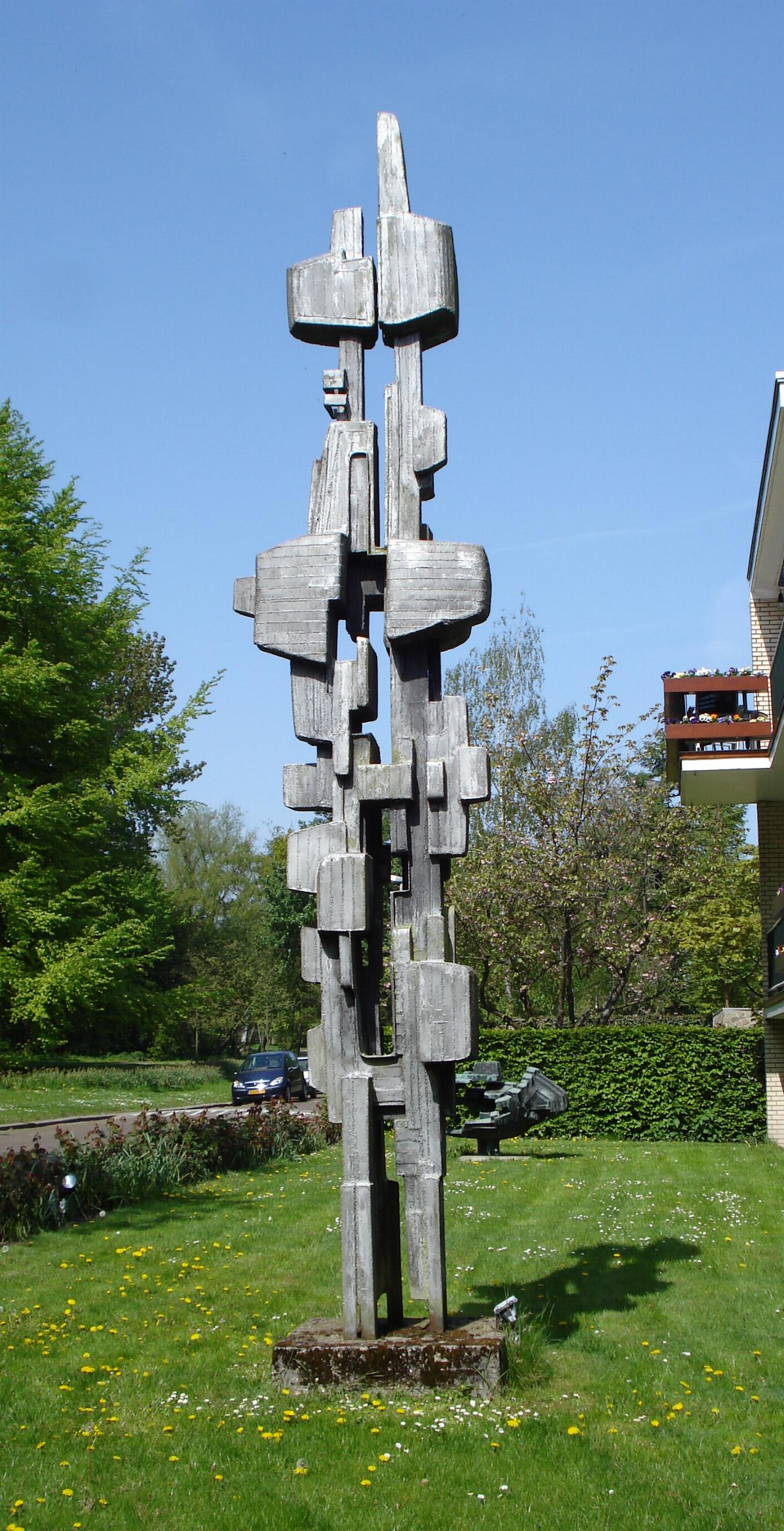
Totempaal in Rotterdam
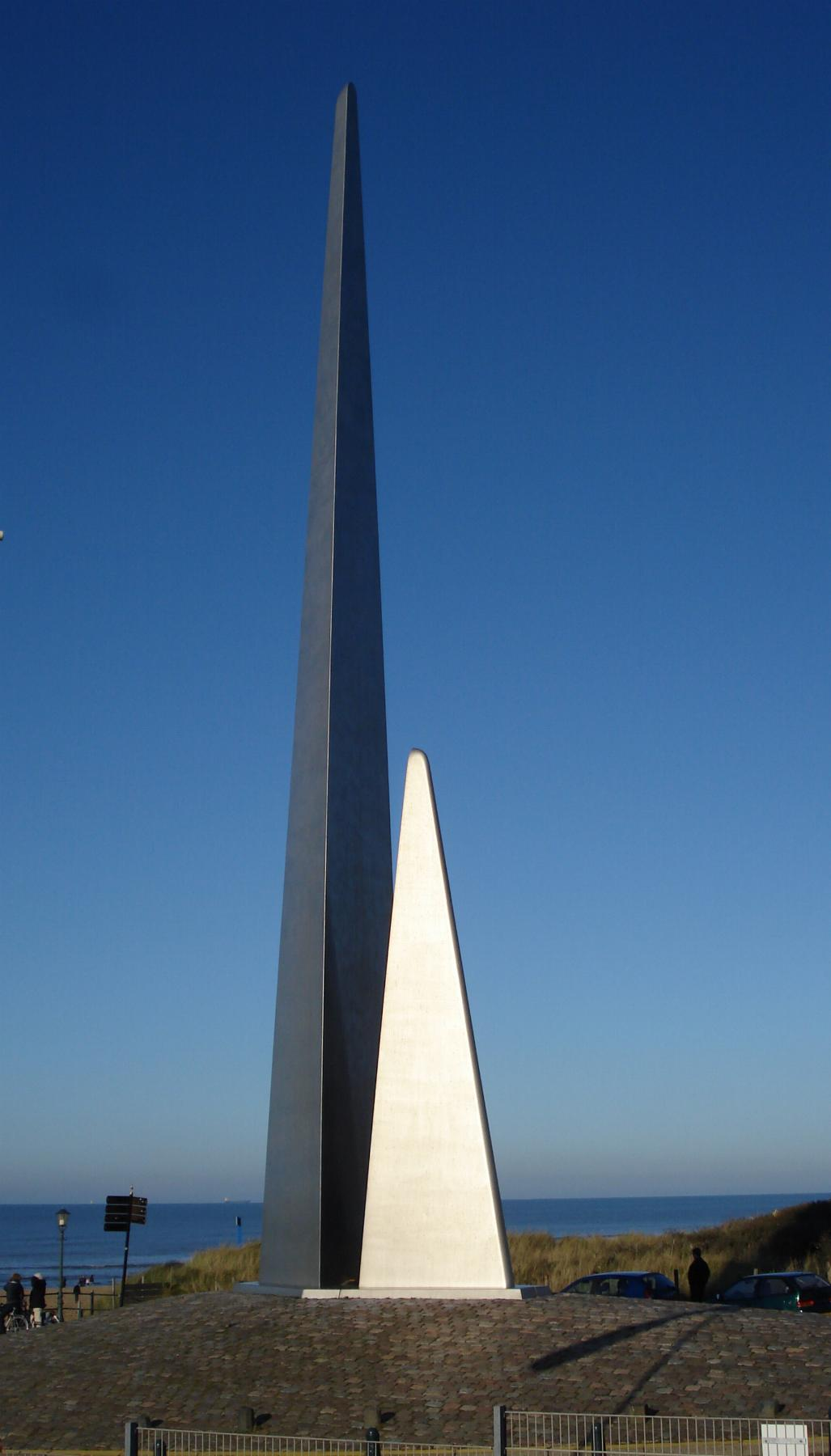
Twee zuilen (1987) in Den Haag
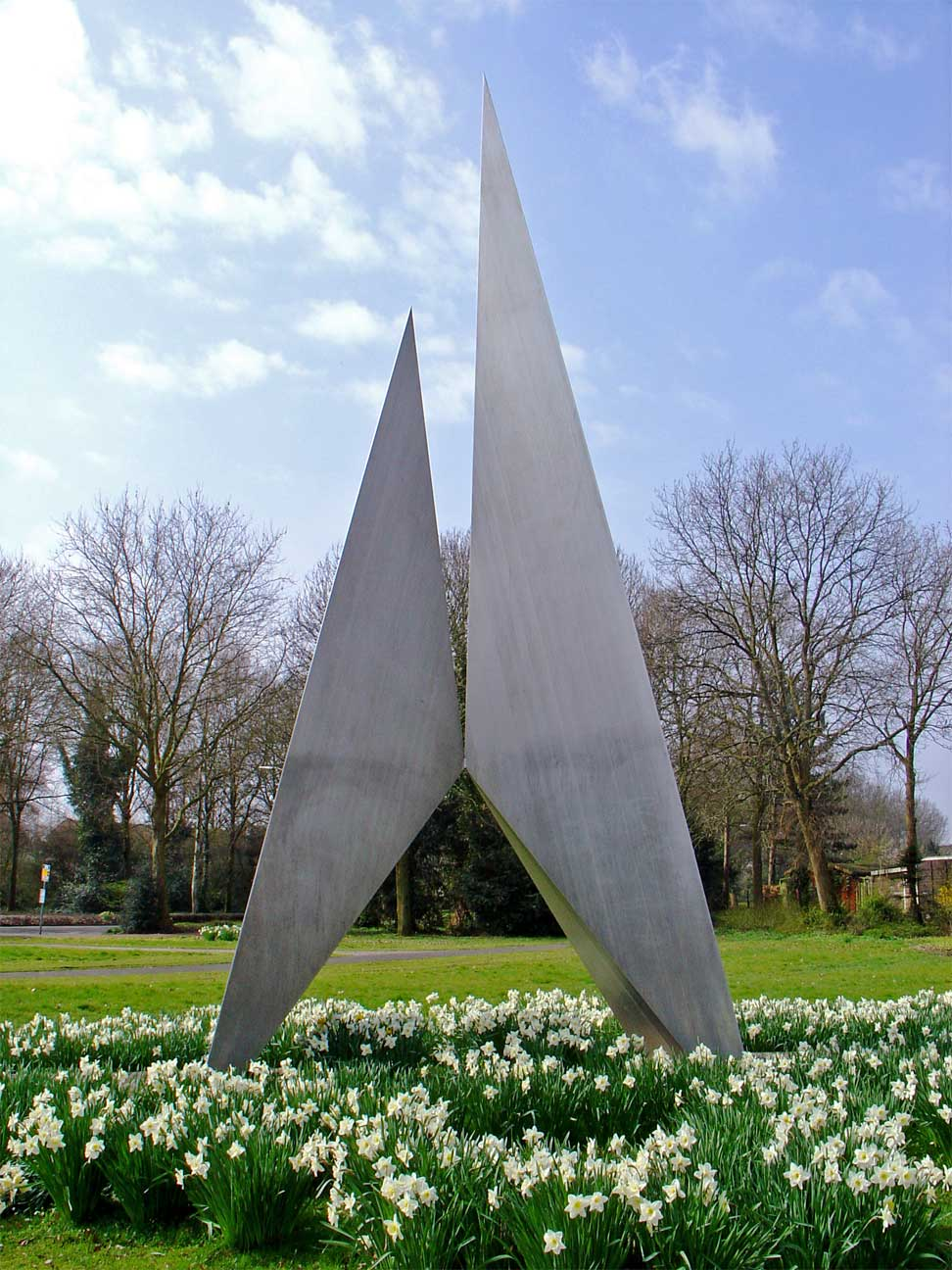
Beeld der ontmoeting (1989) in Krimpen aan den IJssel
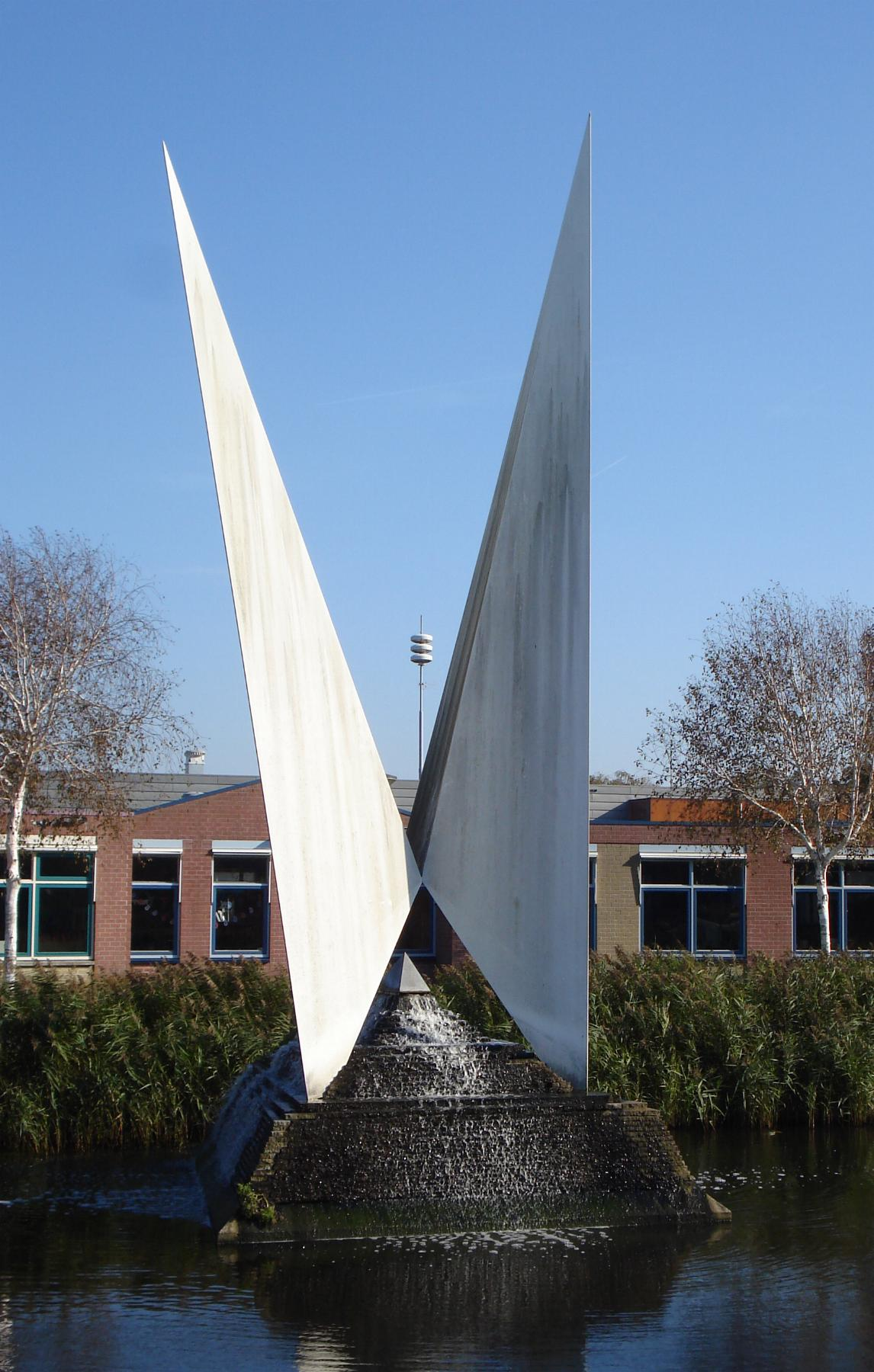
Waterkunstwerk (1991) in Oegstgeest
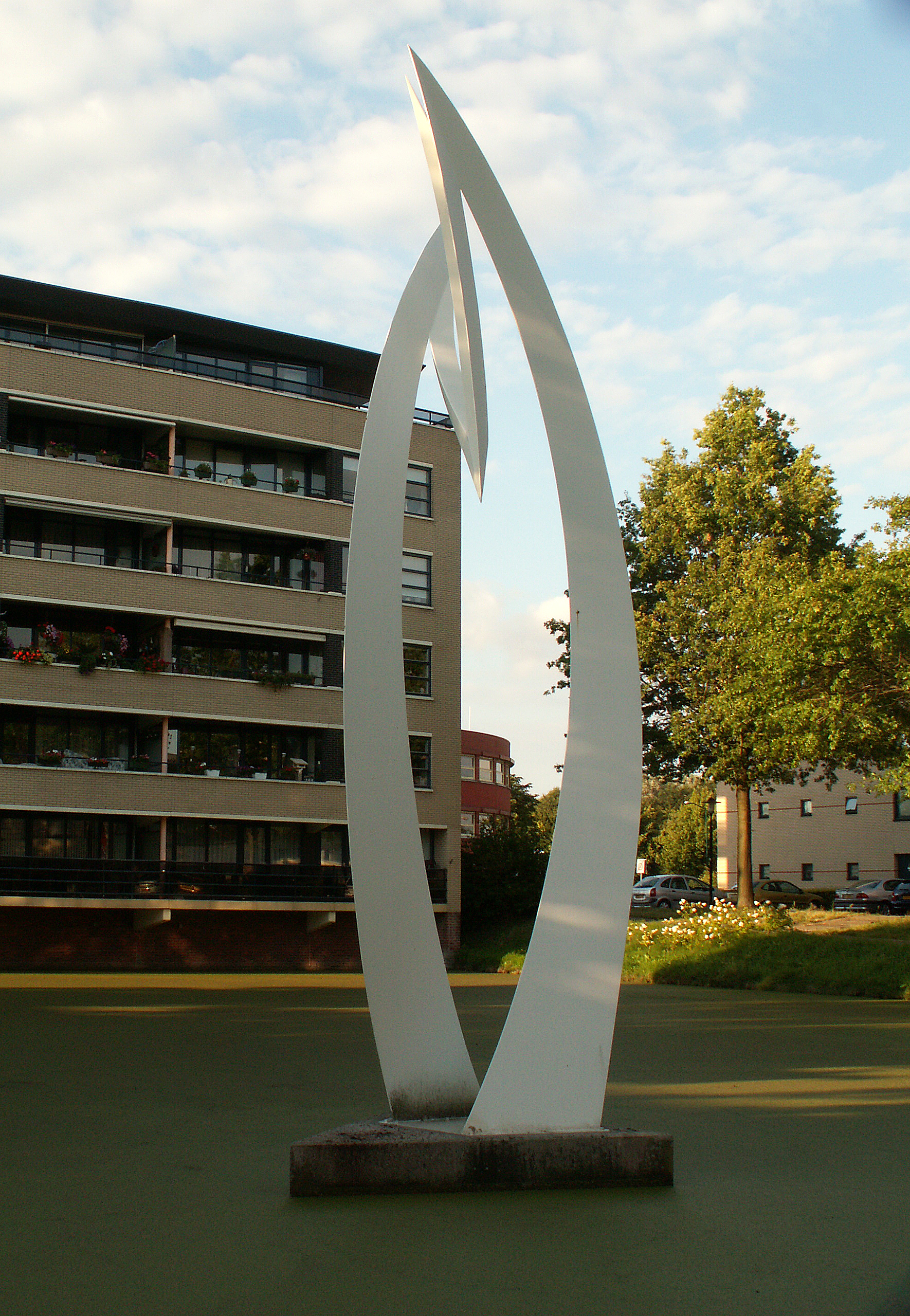
Vrijheid in gebondenheid (1995) in Leusden
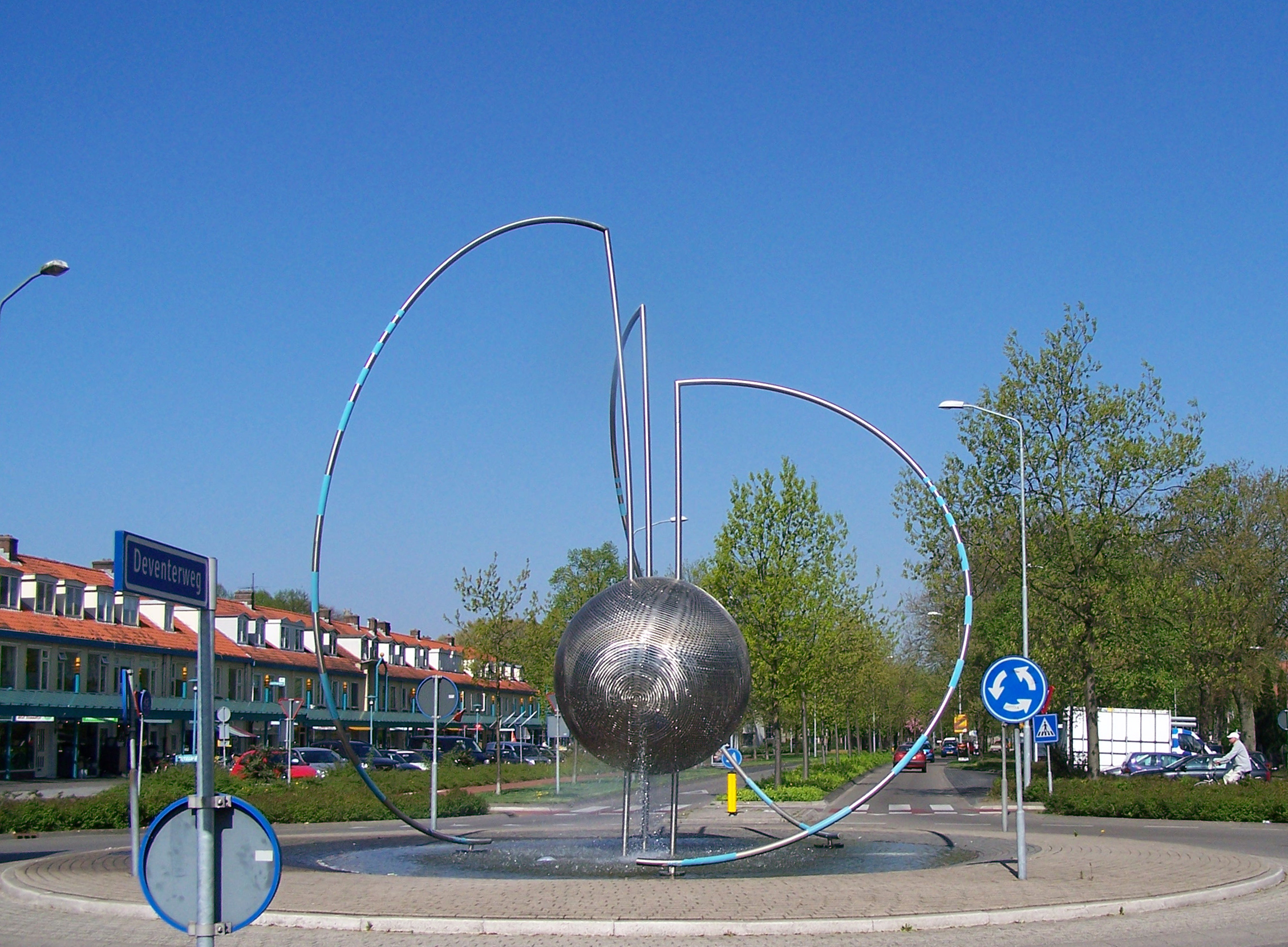
Levensbron (1995) in Harderwijk
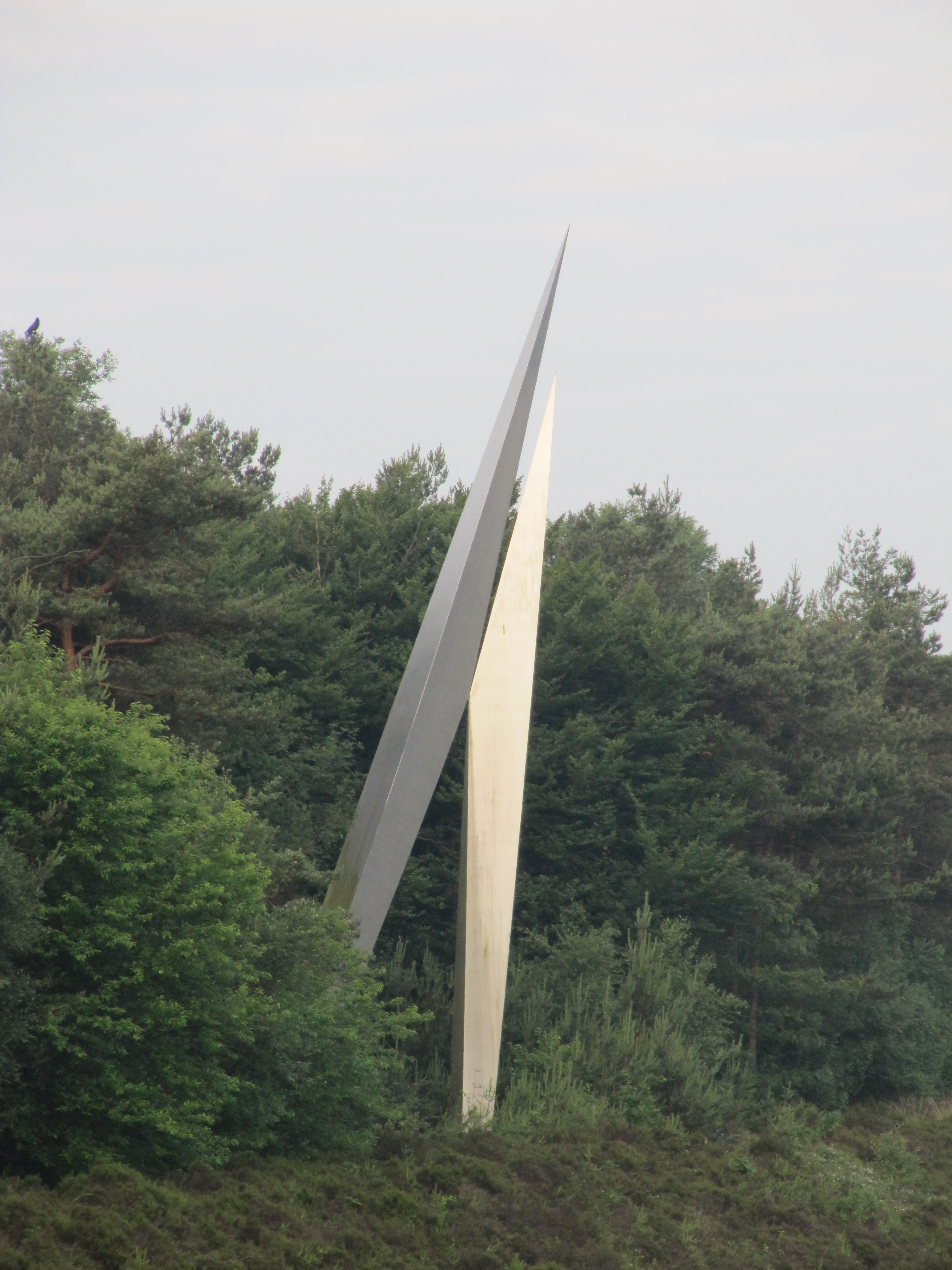
Tweede Kristallisatie (1996) in Zeist
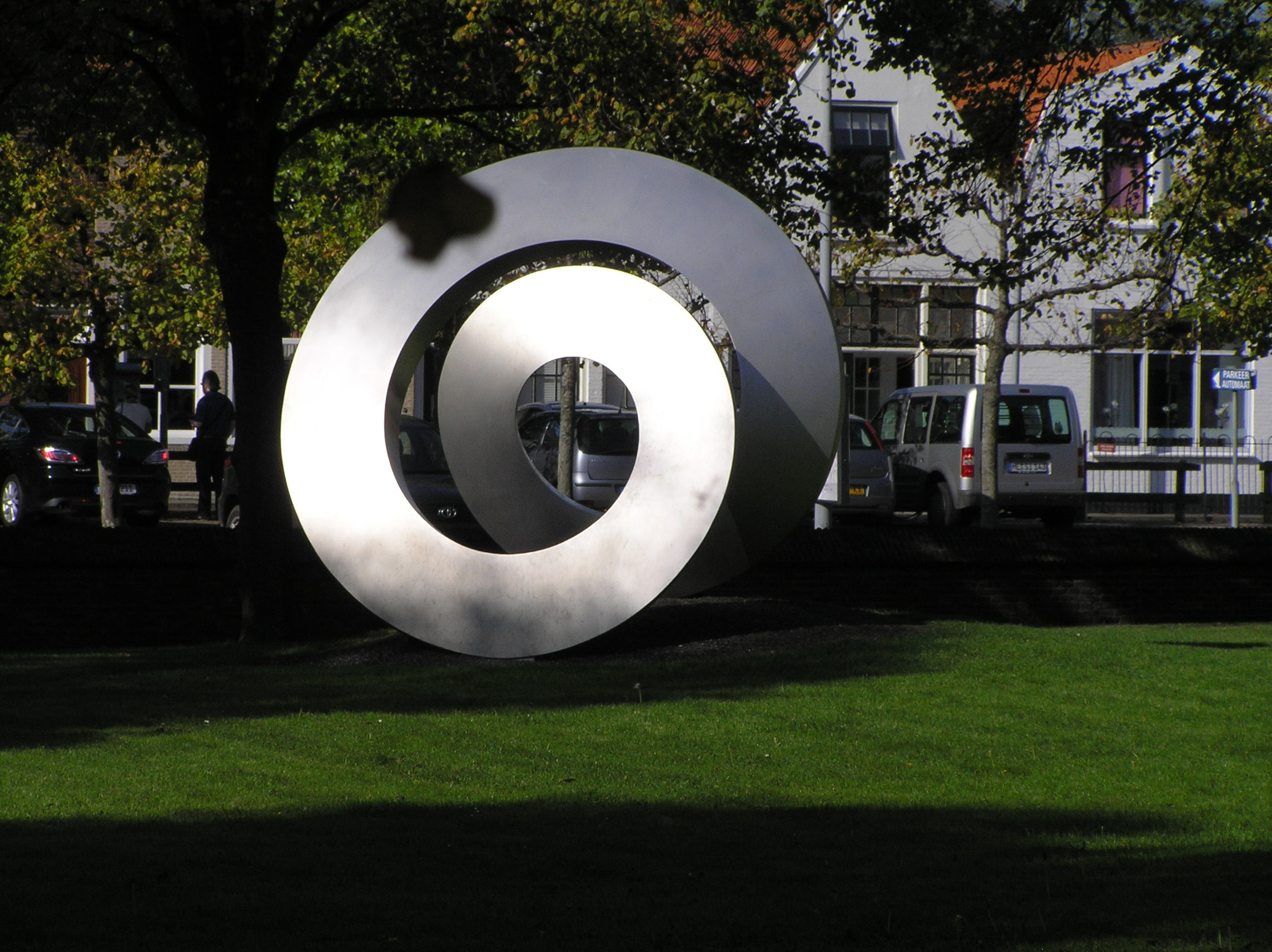
Eb en vloed (2002) in Zierikzee